# سیارک ۱۱۸۸۵

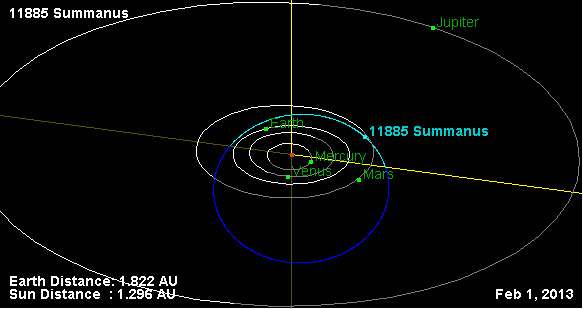
نمایی از محل قرارگیری سیارک ۱۱۸۸۵ در مدار – ۲۰۱۳

سیارک ۱۱۸۸۵ (به انگلیسی: 11885 Summanus، نامگذاری:1990SS)۱۱۸۸۵مین سیارک کشف شده‌است که در ۲۵ سپتامبر ۱۹۹۰ کشف شد.